# パッポン通り
座標: 北緯13度43分43.9秒 東経100度31分54.2秒 / 北緯13.728861度 東経100.531722度

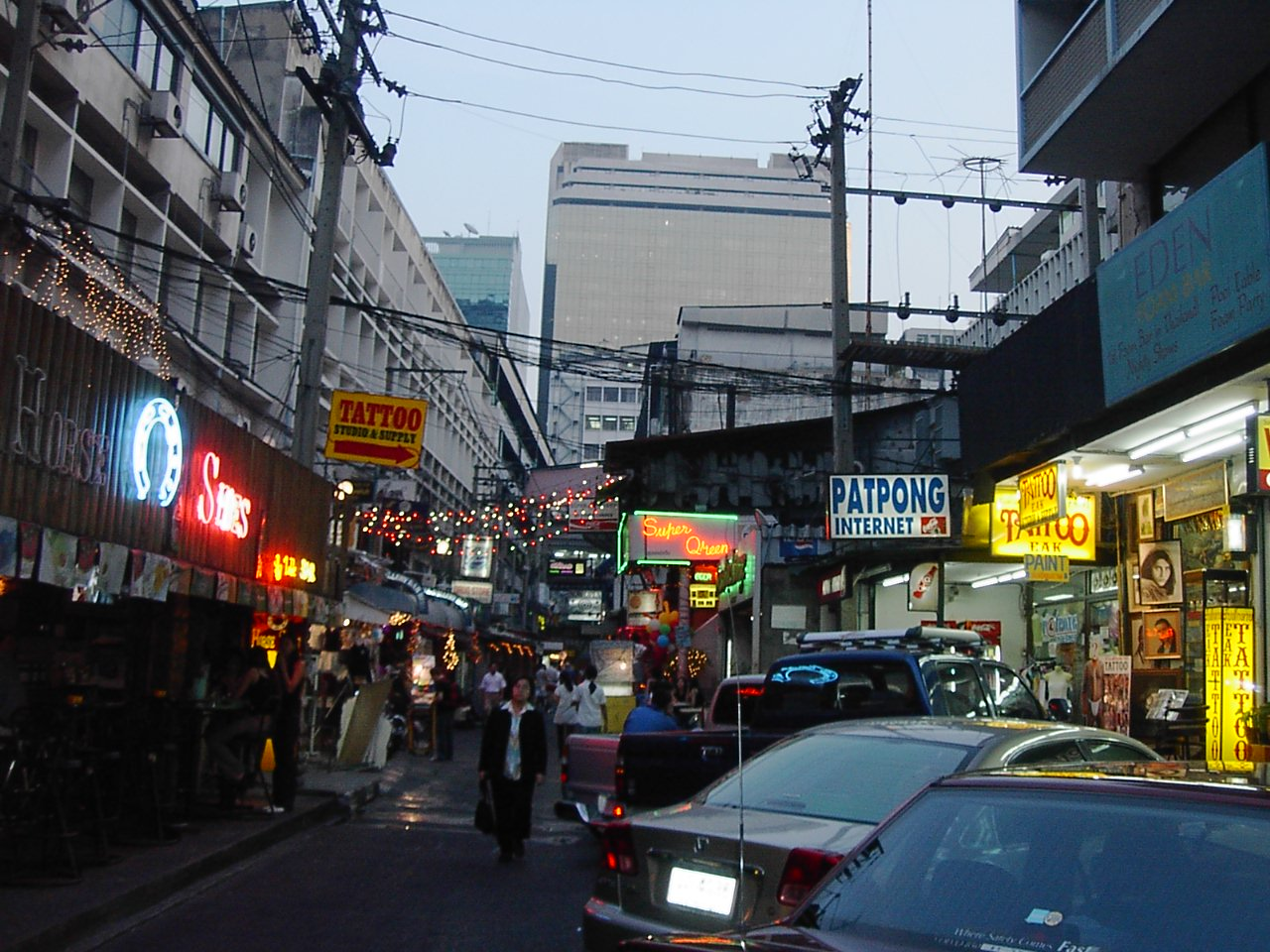
夕暮れ時のパッポン通り

パッポン通り（タイ語：ถนนพัฒน์พงศ์, Thanon Phat Pong）は、タイ王国の首都バンコクの歓楽街である。

## 概要

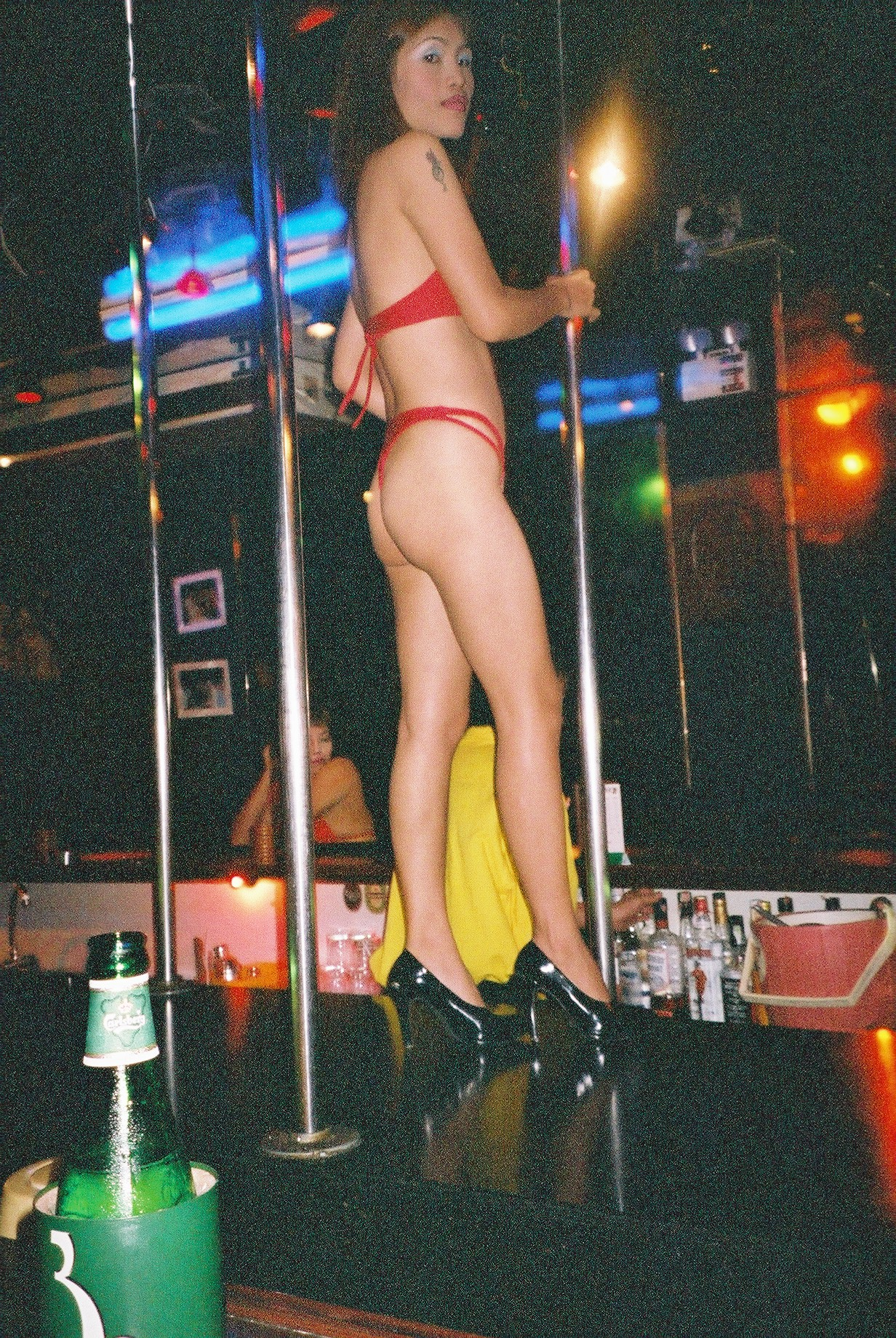
ゴーゴーバー

ベトナム戦争の際に、アメリカ軍兵士がR&R (軍事)を楽しむために集まるようになり歓楽街として発展した。
現在でも外国人観光客や外国人駐在員を主な対象とした、半裸の女性が踊っているゴーゴーバーが密集することでも名高い。夜には路面一面に衣服や装飾品を販売する屋台が並び、海外から多数の観光客が集まっている。隣接するタニヤ通りには日本人駐在員が多く利用する邦人向け高級クラブが立ち並び、ほとんどの店で日本語がある程度は通じる。
場所は、バンコク・スカイトレインのサーラーデーン駅及びバンコク・メトロのシーロム駅からすぐ。パッポン通りは、実際には平行して通る2本の通りである。